# Encarsia formosa
Espèce
Encarsia formosa est une toute petite espèce d'insectes hyménoptères de la famille des Aphelinidae et un parasitoïde bien connu des aleurodes. Les femelles minuscules (environ 0,6 mm de long) sont noires à l'abdomen jaune et aux ailes opalescentes. Les mâles, légèrement plus grands et complètement noirs, sont beaucoup plus rares que les femelles.

## Cycle biologique

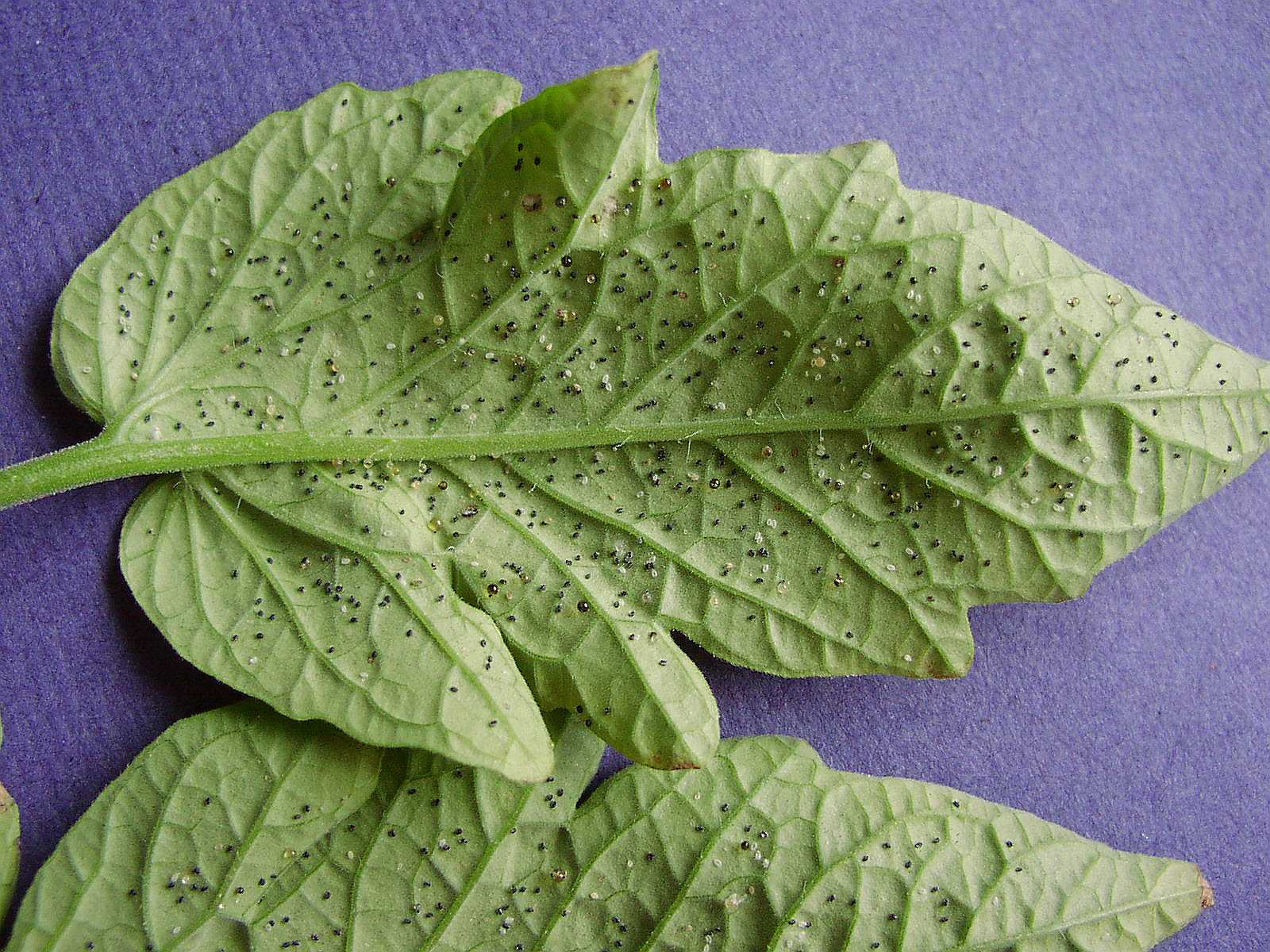
Feuille de tomate avec des nymphes de Aleyrodidae, blanches, dont certaines sont parasitées par des larves dEncarsia formosa, noires.

Les femelles pondent de 50 à 100 œufs qu'elles déposent individuellement dans le corps des  nymphes ou des pupes  de l'espèce hôte. La larve du parasitoïde se développe en deux semaines environ à l'optimum de température (23 °C), en passant par quatre stades successifs. Les pupes de l'aleurode des serres (Trialeurodes vaporarorium) parasitées prennent une couleur noire en dix jours environ, tandis que celles de l'aleurode du tabac (Bemisia tacaci) deviennent brunes. Dans les deux cas, on peut les distinguer facilement des pupes non parasitées.
La nymphose du parasitoïde se produit à l'intérieur du corps de la larve parasitée. Les E. formosa adultes en sortent dix jours plus tard.

## Utilisation en lutte biologique
Encarsia a été utilisé pour limiter le développement des populations d'aleurodes dans les serres dès les années 1920. Par la suite, le recours aux insecticides chimiques s'est fortement développé et l'utilisation de ces insectes avait pratiquement disparu à partir des années 1940, mais depuis les années 1970, Encarsia formosa est à nouveau employé à travers le monde, en particulier dans les cultures de tomates.